# Emesis pyritis
Emesis pyritis är en fjärilsart som beskrevs av Hans Ferdinand Emil Julius Stichel 1928. Emesis pyritis ingår i släktet Emesis och familjen Riodinidae. Inga underarter finns listade i Catalogue of Life.